# Nahorkatiya
Nahorkatiya är en ort i Indien.   Den ligger i distriktet Dibrugarh och delstaten Assam, i den östra delen av landet, 1 800 km öster om huvudstaden New Delhi. Nahorkatiya ligger 120 meter över havet och antalet invånare är 15 548.
Terrängen runt Nahorkatiya är mycket platt. Runt Nahorkatiya är det tätbefolkat, med 442 invånare per kvadratkilometer. Närmaste större samhälle är Duliāgaon, 9,8 km norr om Nahorkatiya. Omgivningarna runt Nahorkatiya är en mosaik av jordbruksmark och naturlig växtlighet.